# یک نوع از قتل
یک نوع از قتل (به انگلیسی: A Kind of Murder) یک فیلم سینمایی دلهره‌آور و فیلم معمایی آمریکایی محصول سال ۲۰۱۶ به کارگردانی اندی گدارد از فیلمنامه سوزان بوید که براساس رمان ۱۹۵۴ پاتریشا های‌اسمیت بنام خطاکار ساخته شده‌است. بازیگران اصلی این فیلم پاتریک ویلسون، جسیکا بیل، وینسنت کارتیسر، هیلی بنت و ادی مارسن هستند. اولین نمایش این فیلم در جشنواره فیلم ترایبکا در ۱۷ آوریل ۲۰۱۶ بود. این فیلم در تاریخ ۱۶ دسامبر ۲۰۱۶ توسط مگنولیا پیکچرز منتشر شد.

## داستان
والتر معماری موفق است که با کلارا ازدواج کرده و زندگی کامل و بی‌نقصی دارد. اما علاقهٔ والتر به یک پروندهٔ قتلِ حل نشده، او را وارد یک موش و گربه بازی خطرناک با قاتل باهوش پرونده می‌کند و…

## فیلمبرداری
فیلم‌برداری اصلی در ۱۷ نوامبر ۲۰۱۴ در سینسیناتی، اوهایو، تحت عنوان «مرتکب اشتباه» آغاز شد. در دسامبر ۲۰۱۴، برای ۱۹۵۰ اتومبیل و سایر موارد اضافی فیلم فراخوان انتخاب شد. تولید در تاریخ ۱۶ دسامبر ۲۰۱۴ به پایان رسید.
در ژوئن ۲۰۱۵، گزارش شد که دنی بنسی و ساندر جوریانس این فیلم را ساخته‌اند. این فیلم در تاریخ ۱۶ دسامبر ۲۰۱۶ اکران شد.